# Francesco Denza

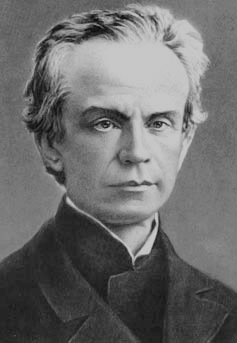
Francesco Denza

Francesco Maria Denza (* 7. Juni 1834 in Neapel; † 14. Dezember 1894 in Rom) war ein italienischer Barnabitenpater, Lehrer, Meteorologe und Astronom. Er gründete das meteorologische Observatorium in Moncalieri bei Turin und von dort aus ein Wetterbeobachtungsnetzwerk, aus dem die Società Meteorologica Italiana hervorging.

## Leben
Denza trat im Alter von 16 Jahren in das Barnabitenkolleg von Resina (Ercolano; bei Neapel) ein wo er 1851 die Ordensgelübde ablegte. Danach studierte er bis 1853 Philosophie in Macerata und dann Theologie in Rom. Dort lernte er den Jesuiten, Astronomen und Meteorologen Angelo Secchi kennen, der ihn für Naturwissenschaften begeisterte und bei dem er auch studierte. 1856 wurde Denza als Lehrer für Mathematik und Physik an das Barnabitenkolleg in Moncalieri versetzt. In diesen beiden Fächern machte er im folgenden Jahr an der Universität Turin seinen Studienabschluss; kurz darauf empfing er auch die Priesterweihe.
1858 schrieb er seinem Lehrer Angelo Secchi von seinem Vorhaben, bei dem Kolleg in Moncalieri ein kleines meteorologisches Observatorium einzurichten. Secchi, der ab 1855 im Kirchenstaat ein Netzwerk von Observatorien aufgebaut hatte, stand ihm als anerkannter Meteorologe bei. Im folgenden Jahr nahm das Observatorium in Moncalieri seinen Betrieb auf. Denza organisierte dann seinerseits ein Netzwerk, zunächst im Piemont und im Aostatal, nach der Einigung Italiens dann im ganzen Land. Daten und Studien veröffentlichte er in seiner Fachzeitschrift Bullettino Meteorologico sowie in etlichen wissenschaftlichen Monographien. Aus dem Netzwerk mit der Bezeichnung Corrispondenza Meteorologica Italiana ging 1880 die Società Meteorologica Italiana hervor. Die mehreren hundert Wetterwarten und Stationen der Gesellschaft übernahm schließlich der 1876 gegründete staatliche Wetterdienst Italiens.
Denzas Arbeit und Ansehen führten bald dazu, dass die italienische Regierung und andere Stellen ihm anboten, Leitungsaufgaben zu übernehmen. Denza schlug diese Angebote meist aus, weil er seine Schüler in Moncalieri nicht verlassen wollte und ab 1870 auch die Römische Frage im Raum stand. Nichtsdestoweniger vertrat er die Kurie und auch Italien auf seinem meteorologischen Fachgebiet auf internationaler Ebene, hielt Vorträge und machte Forschungsreisen. Er war auch einer der Organisatoren des staatlichen Wetterdienstes.
Am 5. Februar 1886 erlitt Denza auf einer Tagung beim Club Alpino Italiano in Turin einen Schlaganfall, der ihn zum Teil lähmte. Denza arbeitete unbeirrt weiter und schrieb mit der linken statt mit der rechten Hand. Papst Leo XIII. schlug er vor, das Päpstliche Observatorium wiederaufzubauen. Mit der Beseitigung des Kirchenstaates hatte Italien in der Hauptstadt Rom auch den ehemaligen Sitz des Observatoriums, den Palazzo del Collegio Romano eingezogen, weswegen man die neue Sternwarte im Vatikan errichtete. Die Leitung der Arbeiten und des Observatoriums übernahm Francesco Denza, der deswegen Moncalieri 1890 verließ. Am 14. Dezember 1894 starb Denza in seiner kleinen Wohnung beim Observatorium an einem weiteren Schlaganfall.
In seiner Heimatstadt Neapel wurde eine katholische Schule nach ihm benannt, im Trentino die Schutzhütte Rifugio Stavèl Francesco Denza. Am 3. Februar 2025 wurde ein Asteroid nach ihm benannt: (127664) Denza.